# The Voice of the Wretched
 (novembre 2023).
Si vous disposez d'ouvrages ou d'articles de référence ou si vous connaissez des sites web de qualité traitant du thème abordé ici, merci de compléter l'article en donnant les références utiles à sa vérifiabilité et en les liant à la section « Notes et références ».
The Voice of the Wretched est le deuxième album live du groupe de doom metal/metal gothique britannique My Dying Bride, sorti en 2002.

## Liste des titres
1. She Is The Dark
2. The Snow In My Hand
3. Cry Of Mankind
4. Turn Loose The Swans
5. A Cruel Taste Of Winter
6. Under Your Wings And Into Your Arms
7. A Kiss To Remember
8. Your River
9. The Fever Sea
10. Symphonaire Infernus Et Spera Empyrium